# Ohnivý muž
Ohnivý muž je v českých pověstech přízrak tvořený ohněm. Většinou jde o duši hříšníka,  typicky člověka přesazujícího mezníky pozemků nebo rozorávajího meze, která má podobu člověka, sloupu, sudu, psa, zajíce či draka. Člověka může zavést do bažin, utopit, popálit či roztrhat, ale v případě že je mu projevena vděčnost či je osvobozen ze svého zakletí může ho naopak zachránit či jinak odměnit. Ohnivý muž často prakticky splývá s bludičkou, ale podobá se mu i zmok zjevují se jako ohnivé kuře, což je bytost podobná domácímu duchu skřítkovi.
Ohnivý muž má řadu lokálních pojmenování, na Moravě je například nazýván fajermon – z německého Feuermann „ohnivý muž“. V západních Čechách a na Šumavě je znám jako světlík a zjevuje se v podobě ohnivého vozu, na Rožnovsku zase jako světlonoh či světlonoš a je mu přisuzován původ v andělech kteří nepadli do pekla, ale na zem. V okolí moravské Bílé Lhoty jsou známy Fajermonovy boty, přízrak v podobě ohnivých bot zapalující stavení. V okolí východočeských Černčic má ohnivý přízrak žavák zase podobu hořící otepi. Mezi další pojmenování patří žhavý muž, dýma či dýmač.